# Twierdza w Benderach
Twierdza w Benderach (ros. Бендерская крепость, rum. Cetatea Tighina, ukr. Бендерська фортеця) – XVI-wieczna twierdza turecka w Benderach, na prawym brzegu Dniestru. Nie pełni już funkcji wojskowych,  w całości jest udostępniana turystom do zwiedzania. Jest najstarszym zabytkiem w granicach Naddniestrza i jednym z symboli tego nieuznawanego państwa.

## Historia

### Powstanie twierdzy. Twierdza w Imperium Osmańskim
Tehinia (Tighina) powstała jako genueńska faktoria handlowa. Pod koniec XV w. w jej okolicach, nad Dniestrem, gdy ziemie te należały już do Hospodarstwa Mołdawskiego, zbudowano fortecę z drewna, otoczoną ziemnymi wałami. Dymitr Kantemir opisywał ją jako jedną z najpotężniejszych w Mołdawii. Forteca miała bronić osady przed atakami Tatarów przez pobliską przeprawę na Dniestrze. 
W 1538 r. Sulejman Wspaniały podporządkował sobie Mołdawię jako lenno, a dla utrzymania kontroli nad jego terytorium przyłączył bezpośrednio do Turcji jej południową część. Na tym terenie znajdowała się Miejscowość została przemianowana przez Turków na Bendery, tam też wzniesiono twierdzę, przy budowie której pracowali chłopi z pobliskich wsi. Twierdzę wznosił naczelny architekt Sulejmana - Sinan, biorąc za wzór europejskie fortece bastionowe. W 1541 r. budowla była już gotowa do użytku. Według innego źródła powstała jeszcze wcześniej - w ciągu roku, między 1538 a 1539, gdyż Turcy rozbudowali starsze umocnienia. W XVI-XVII w. kompleks twierdzy był kilkakrotnie rozbudowywany. Według XVII-wiecznego opisu twierdza składała się z część dolnej i górnej oraz cytadeli, części najsilniej umocnionej. Cytadela wzniesiona była na planie nieregularnego czworoboku i posiadała osiem baszt (trzy na planie koła, cztery na planie kwadratu i jedną na planie wieloboku) połączonych murem o grubości trzech metrów. Jedna z baszt była zarazem bramą wjazdową, a ponadto znajdował się w niej meczet nazwany imieniem proroka Sulejmana (Salomona). Na bramie, zgodnie z poleceniem sułtana Sulejmana, znalazła się tablica przypominająca o podboju Mołdawii. Całość z trzech stron otaczała fosa, z czwartej strony naturalną barierą była rzeka. Nad fosą do bramy prowadził most zwodzony. 

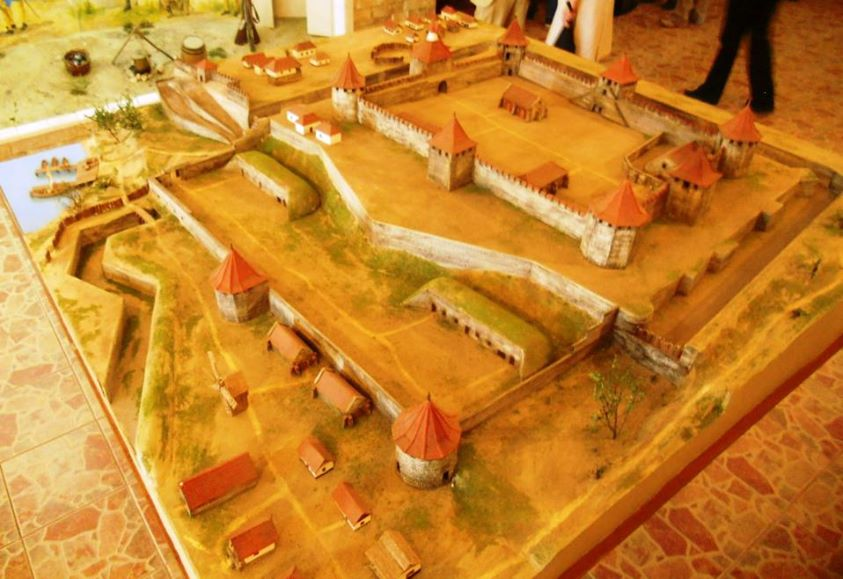
Makieta twierdzy

W końcu XVI w. twierdza była kilkakrotnie oblegana przez oddziały mołdawskie, m.in. w 1574 r. przez armię Jana Srogiego, za każdym razem bez powodzenia. Następnie fortecę atakowali również Kozacy zaporoscy. W związku z tym w 1619 r. Turcy dokonali całkowitej przebudowy fortecy. Kamienne baszty i mury, niezdolne już do stawienia oporu nowoczesnej artylerii, zastąpiono umocnieniami typu bastionowego.  

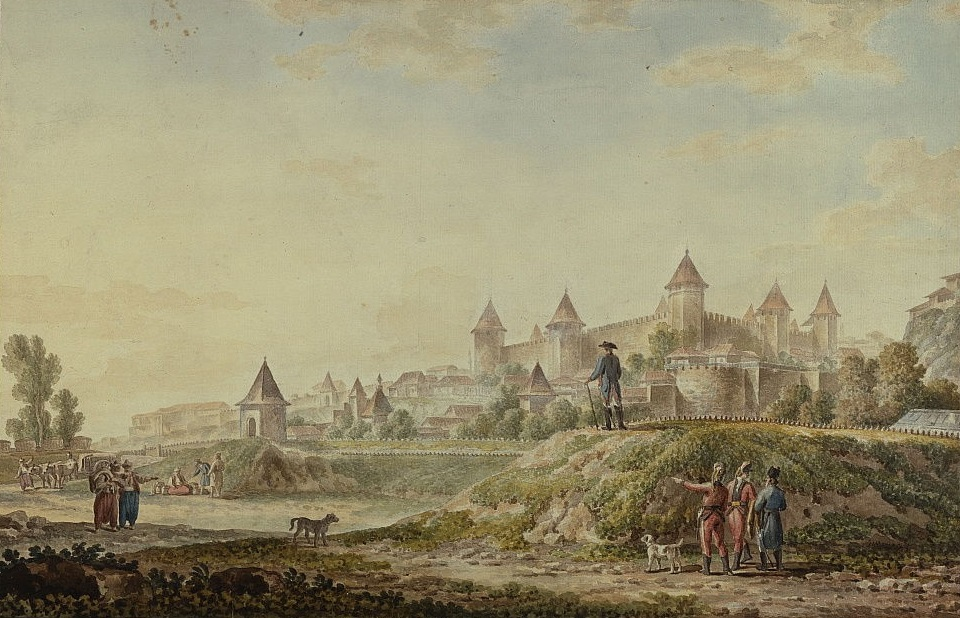
Widok twierdzy w 1790 r.

W 1703 r. Turcy przystąpili do prac nad odbudową i modernizacją twierdzy. Trwały one w latach 1705-1707, a przy budowie pracowali ludzie przymusowo wysłani do tego, zgodnie z rozkazami Turków, przez hospodara Antiocha Kantemira. Twierdza została przebudowana i powiększona. W 1709 r. pod murami twierdzy przebywali pokonani pod Połtawą Karol XII i Iwan Mazepa, następnie obaj przenieśli się do pobliskiej Varnițy. W 1738 r., podczas wojny rosyjsko-austriacko-tureckiej, pod mury fortecy podeszli wojska rosyjskie pod dowództwem Burkharda Christopha Münnicha, jednak nie zdołały jej zdobyć.  
Twierdza poważnie ucierpiała podczas wojny rosyjsko-tureckiej w latach 1768-1774. Oblężenie twierdzy w 1770 r. trwało dwa miesiące i obie strony poniosły w nim znaczne straty - zginęło 6 tys. atakujących Rosjan i 5 tys. tureckich obrońców. W listopadzie 1789 r. Grigorij Potiomkin ponownie zajął twierdzę i został za to nagrodzony przez carycę Katarzynę II złotym wieńcem laurowym. 
Podczas kolejnej wojny rosyjsko-tureckiej w latach 1806-1812 twierdza została poważnie uszkodzona po raz kolejny. Na mocy traktatu bukareszteńskiego w 1812 r. twierdza i miasto Bendery razem z całą Besarabią zostały włączone do Imperium Rosyjskiego.  

### Twierdza w Imperium Rosyjskim
W 1818 r. do Bender przybył car Aleksander I, natomiast dziesięć lat później - car Mikołaj I. W Imperium Rosyjskim forteca posiadała pierwotnie status twierdzy I klasy. Mimo to nie przeprowadzono w niej żadnych prac modernizacyjnych. Ograniczono się do wzniesienia w 1833 r. wojskowej cerkwi św. Aleksandra Newskiego. Po wojnie rosyjsko-tureckiej 1877-1878 r. straciły położenie strategiczne. W 1897 r. twierdzy benderskiej odebrano status obiektu wojskowego.

### Okres ZSRR, wojna 1992 r., Naddniestrze

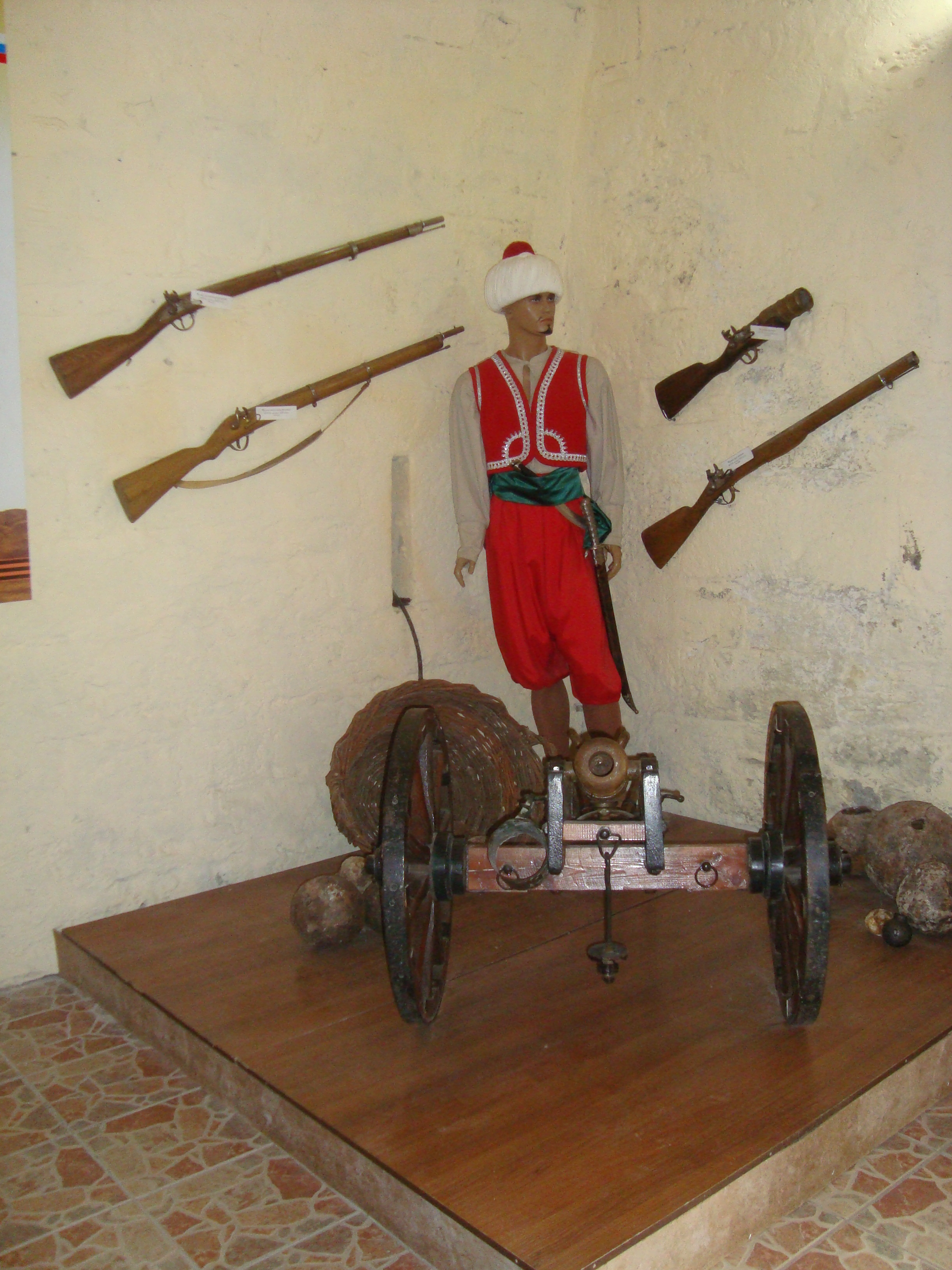
Ekspozycja muzealna na terenie twierdzy

W okresie przynależności Mołdawii do ZSRR twierdza w Benderach ponownie pełniła funkcje wojskowe. Dawna cerkiew przy niej została zaadaptowana na klub żołnierski, a następnie popadła w niemal całkowitą ruinę. U schyłku ZSRR stacjonowała w niej brygada wojsk rakietowych i batalion przeciwchemiczny radzieckiej 14 Armii.
Podczas bitwy o Bendery w czerwcu 1992 r., największego starcia kilkumiesięcznej wojny o Naddniestrze, twierdza w Benderach była jednym z celów ataków wojsk mołdawskich dążących do przejęcia miasta z rąk zwolenników niepodległości Republiki Naddniestrzańskiej. Nie została jednak zdobyta.  
Jako najstarszy zabytek na terytorium Naddniestrza twierdza jest jednym z symboli nieuznawanej państwowości republiki, jej wizerunek jest eksponowany na banknotach - rublach naddniestrzańskich. Na terenie twierdzy odbywają się międzynarodowe spotkania i konferencje. Od 2007 w budynku znajduje się ekspozycja muzealna. Po tej dacie wyremontowano, a w 2011 ponownie poświęcono również cerkiew św. Aleksandra Newskiego. W 2009 r. twierdzę odwiedziło 6 tys. turystów, głównie zagranicznych. Część obiektu nadal jest własnością wojska.  
Na terenie fortecy znajduje się Aleja Sławy, w której eksponowane są pomniki rosyjskich wojskowych związanych z twierdzą, a także pomniki Iwana Mazepy i Pyłypa Orłyka, wreszcie monument nawiązujący do barona Münchausena, któremu literacka tradycja przypisuje udział w oblężeniu Bender.